# Iténez (província)
Iténez é uma província da Bolívia localizada no departamento de El Beni, sua capital é a cidade de Magdalena.